# Селден (Нью-Йорк)
Селден (англ. Selden) — переписна місцевість (CDP) в США, в окрузі Саффолк штату Нью-Йорк. Населення — 21 262 особи (2020).

## Географія
Селден розташований за координатами 40°52′12″ пн. ш. 73°2′46″ зх. д. / 40.87000° пн. ш. 73.04611° зх. д. (40.870022, -73.046188).  За даними Бюро перепису населення США в 2010 році переписна місцевість мала площу 11,19 км², уся площа — суходіл.

## Демографія
Згідно з переписом 2010 року, у переписній місцевості мешкала 19 851 особа в 6446 домогосподарствах у складі 4948 родин. Густота населення становила 1774 особи/км².  Було 6739 помешкань (602/км²).
Расовий склад населення:
| - 86,0 % — білих - 4,4 % — азіатів - 3,3 % — чорних або афроамериканців - 0,2 % — корінних американців - 3,7 % — осіб інших рас |

До двох чи більше рас належало 2,4 %. Частка іспаномовних становила 13,9 % від усіх жителів.
За віковим діапазоном населення розподілялося таким чином: 24,6 % — особи молодші 18 років, 64,4 % — особи у віці 18—64 років, 11,0 % — особи у віці 65 років та старші. Медіана віку мешканця становила 37,0 року. На 100 осіб жіночої статі у переписній місцевості припадало 98,4 чоловіків;  на 100 жінок у віці від 18 років та старших — 94,2 чоловіків також старших 18 років.
Середній дохід на одне домашнє господарство  становив 91 314 долари США (медіана — 88 187), а середній дохід на одну сім'ю — 99 042 долари (медіана — 92 283). Медіана доходів становила 54 216 доларів для чоловіків та 49 783 долари для жінок. За межею бідності перебувало 7,8 % осіб, у тому числі 11,1 % дітей у віці до 18 років та 5,4 % осіб у віці 65 років та старших.
Цивільне працевлаштоване населення становило 10 220 осіб. Основні галузі зайнятості: освіта, охорона здоров'я та соціальна допомога — 25,4 %, роздрібна торгівля — 16,6 %, науковці, спеціалісти, менеджери — 8,3 %, будівництво — 7,7 %.